# GOS
gOS (albo good OS) – dystrybucja systemu operacyjnego GNU/Linux stworzona przez ‘Good OS LLC’. Korzystała ze środowiska graficznego Enlightenment.
Sporą część programów oferowanych przez gOS można było uruchomić z poziomu przeglądarki internetowej – dystrybucja starała się wykorzystać przede wszystkim możliwości aplikacji webowych (GMail, Google Maps, Google Spreadsheets itp.).
gOS z założenia został stworzony na potrzeby tanich komputerów gPC. Pierwsza wersja gOS (1.01) była oparta na Ubuntu 7.10. Ostatnia wersja dystrybucji została wydana 3 stycznia 2009.